# سوندل
سوندل (به هلندی: Sondel) یک منطقهٔ مسکونی در هلند است که در گاسترلان واقع شده‌است. سوندل ۴۱۰ نفر جمعیت دارد.